# Spiraea papillosa
Spiraea papillosa är en rosväxtart som beskrevs av Alfred Rehder. Spiraea papillosa ingår i släktet spireor, och familjen rosväxter. Utöver nominatformen finns också underarten S. p. yunnanensis.